# Формулативност
Формулативност (формула, лат. правило, пропис) је техника стварања и обликовања усмене књижевности помоћу формула. Формулативност потиче из самог односа стваралац-традиција који је реципрочан, и у коме је усмена традиција доминантна. 
Користећи формуле народни стваралац ствара поливалентне структуре које се касније могу небројено пута употребити у различитим контекстима. Формуле олакшавају импровизацију и предcтављају вид уметничког уопштавања и апстраховања - резултат вековног одабира и типизације. 
По Перију и Лорду, западним проучаваоцима српске усмене књижевности, формула је израз или група речи која се употребљава под истим условима да би се изразила одређена замисао или основна идеја.
По својој суштини формулативност се дели на изражајну и садржинску. Изражајна формулативност ограничава се на стварање звучања, стилских фигура, лексике, синтаксе, ритмике и композиције. Резултати изражајне формулативности су стални епитети, поређења, словенска антитеза и градација. Резултати садржинске формулативности су мотив, склоп мотива, типски ликови, устаљени ликови и ситуације, обичаји, веровања и правила понашања. 